# Wanderer Puppchen
Wanderer Puppchen è una famiglia di cinque autovetture di fascia medio-bassa prodotte dalla Casa tedesca Wanderer dal 1912 al 1926 con le denominazioni W1, W2, W3, W4 e W8.

## Storia e profilo

### Nascita del modello
La Wanderer, giovane azienda tedesca già da qualche anno tra le migliori nella produzione di biciclette, provò nei primi anni del secolo scorso ad avvicinarsi anche alla produzione automobilistica, un settore commerciale che all'epoca era stava attraversando anch'esso il suo periodo pionieristico. Fu l'ingegner Richard Schulze a dare il via al progetto W1 (dove la lettera W altro non era che l'iniziale della Casa di Chemnitz), sotto la supervisione del patron Johann Winklhofer. Nel 1903 venne realizzato un primo rudimentale autotelaio con motore monocilindrico, mentre l'anno seguente fu la volta di una vettura sperimentale chiamata Wanderermobil e dotata di un bicilindrico con cambio a 3 marce, mentre la carrozzeria era a due posti e venne costruita dalla Kühlstein Wagenbaufabrik. 

Dopodiché non vi furono più novità per oltre tre anni: fu infatti tra il 1907 ed il 1908 che venne realizzato un terzo prototipo, stavolta equipaggiato con un motore a 4 cilindri. La ragione di questi esperimenti preliminari che portavano via parecchio tempo stavano nel fatto che la Wanderer, ormai forte di una solida reputazione nel campo delle biciclette, non voleva commettere un passo falso e quindi stava ben attenta a curare la genesi della sua prima automobile.

La prima vettura pressoché definitiva fu ultimata nella seconda metà del 1911 ed un primo esemplare di pre-serie venne presentato al Salone dell'automobile di Berlino nell'ottobre dello stesso anno. Fu infatti nell'agosto del 1912 che Schulze uscì dalla fabbrica al volante di un prototipo per un test di durata. Da Chemnitz effettuò un lungo viaggio verso la Baviera e ritorno, percorrendo strade tortuose, in salita ed in discesa, nel paesaggio montano della Germania meridionale. Dopo undici giorni e 2065 chilometri percorsi, Schulze tornò in fabbrica: la vettura aveva superato brillantemente il test.

### Evoluzione
Questa vettura fu sottoposta nei mesi successivi ad altre migliorie allo scopo di arrivare al modello ultimo e definitivo da lanciare sul mercato. Perciò, sebbene la produzione della vettura fosse già cominciata, si trattava tuttavia di esemplari di pre-serie non ancora commercializzati.

La commercializzazione fu avviata nel marzo del 1913 al prezzo di 4000 marchi e con la denominazione ufficiale di W3. Tuttavia, secondo alcune fonti la vera denominazione sarebbe stata W3 in quanto W1 e W2 sarebbero i codici di progetto assegnati a due dei precedenti prototipi. Data l'incertezza, che però riguarda solo le prime due versioni della W1 (o W3), nei prossimi paragrafi le varie tappe evolutive della vettura verranno indicate con entrambi i codici. Presso il pubblico, però, la vettura divenne ben presto nota con il soprannome di Puppchen, che in tedesco significa Bambolina. Il soprannome derivò dal personaggio di un'operetta rappresentata nel 1913 e che venne chiamato appunto bambolina durante una scena in cui era presente anche un esemplare della prima autovettura della Wanderer. Da quel momento, la vettura fu ribattezzata come Puppchen, e così anche le sue successive evoluzioni, che vengono descritte di seguito.

#### La 5/12 PS W1 (o W3)
La prima serie della Puppchen era una vetturetta lunga appena 3.1 metri (all'incirca come una delle Mini classiche prodotte dal 1959 al 2000) e proposta nella sola configurazione phaeton con due sedili disposti a tandem. La vettura nasceva su di un telaio in acciaio stampato con elementi dal profilo a U. Le sospensioni erano ad assale rigido sia davanti che dietro e prevedevano molle a balestra semiellittica all'avantreno e a tre quarti sul retrotreno. Come era quasi universalmente in uso su tutte le autovetture dell'epoca, anche qui vi erano due differenti tipi di impianto frenante: il freno di stazionamento agiva sulle ruote posteriori, mentre quello di servizio (a pedale) agiva sull'albero di trasmissione, che era a cardano. Per quanto riguarda il motore, la prima Puppchen montava un 4 cilindri da 1147 cm³ con distribuzione ad albero a camme laterale mosso da catena, valvole di aspirazione in testa e valvole di scarico laterali. Il raffreddamento era ad acqua e l'accensione era a magnete, mentre l'alimentazione era affidata ad un carburatore Zenith. Con queste caratteristiche tale motore era in grado di erogare un potenzamassima di 12 CV a 1800 giri/min, abbastanza da poter spingere la vettura ad una velocità massima di 70 km/h. Il cambio utilizzato era a 3 marce, ed era interfacciato al motore mediante una frizione conica ad attrito con guarnizione in cuoio.

Il successo per la Puppchen non tardò ad arrivare, forte anche della simpatia suscitata dal suo nomignolo: la popolarità della vettura si diffuse in tutta la Germania ed anzi, gli ordini fioccarono talmente fitti da superare la capacità produttiva dello stabilimento di Chemnitz.

#### La 5/15 PS W2 (o W3/II)

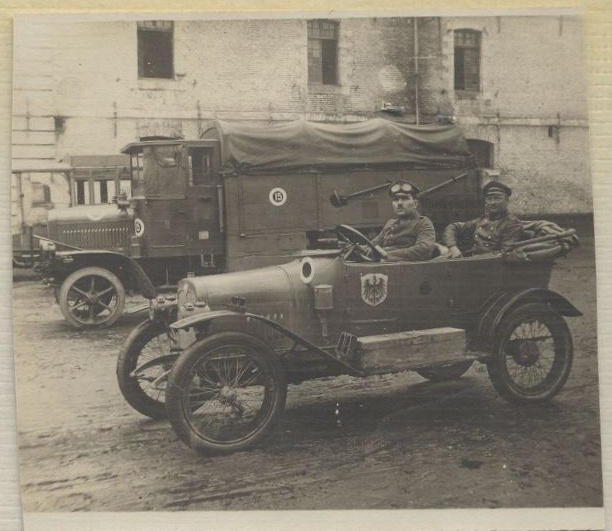
Una Wanderer Puppchen durante la Prima Guerra Mondiale

La produzione della prima serie della Puppchen durò solo un anno, considerando anche quelle di pre-serie utilizzate per gli ultimi test prima della commercializzazione. Già negli ultimi mesi del 1913, infatti, la vettura venne aggiornata ed il suo motore venne portato a 1222 cm³ di cilindrata, mentre la potenza crebbe a 15 CV, sempre a 1800 giri/min. A quel punto venne anche proposta in una nuova variante di carrozzeria, con due posti affiancati: infatti si scoprì che la versione tandem poneva delle difficoltà di comunicazione tra i due occupanti, che non riuscivano a chiacchierare tra loro. Per questo venne proposta anche la seconda variante: a questo punto la versione tandem prese la sigla H (iniziale della parola tedesca hintereinander, che significa uno dietro l'altro riferito ai sedili), mentre quella a sedili affiancati prese invece la sigla N (iniziale della parola tedesca nebeneinander che significa uno accanto all'altro). Le prestazioni rimasero praticamente le stesse.

Con lo scoppio della prima guerra mondiale la produzione civile della Puppchen subì un drastico rallentamento, ma la produzione in generale si mantenne sempre su buoni livelli perché l'esercito dell'impero germanico si accorse dell'affidabilità delle piccole vetture rispetto a quelle grandi durante le operazioni militari (specie per quanto riguardava i meno frequenti casi di usura degli pneumatici), per cui ordinò un buon quantitativo di esemplari da utilizzare nell'ambito del conflitto. La Puppchen venne così nuovamente aggiornata ed il suo motore passò a 1286 cm3  di cilindrata ed il passo venne allungato di 10 cm (da 2.25 a 2.35 metri). Dal punto di vista prestazionale non si ebbero novità di sorta. La gamma, invece, fu addirittura ampliata con l'introduzione di una versione a tre posti sistemati in modo sfalsato. Questa versione prese la sigla NV (nebeneinander versetzt = uno accanto all'altro e sfalsati). Dal 1916 divenne disponibile persino una versione a 4 posti. La produzione di questa serie di Puppchen proseguì fino al 1919.

#### La 5/15 PS W4
Poco dopo la fine della Prima Guerra Mondiale, la Puppchen venne nuovamente aggiornata: il motore passò a 1306 cm³, mentre la distribuzione passò al più moderno schema a valvole in testa e la potenza massima crebbe a 17 CV a 2000 giri/min, consentendo una velocità massima di 78 km/h. anche il telaio ricevette delle modifiche, specialmente al retrotreno, dove vennero montate delle balestre cantilever, ma anche l'interasse venne incrementato di 4.5 cm. Per quanto riguarda la gamma, scomparve la versione tandem ed il prezzo di listino salì a 7000 marchi.

Questa nuova gamma non è più soggetta ad incertezze sul suo codice di progetto, che è universalmente riconosciuto come W4: la sua produzione durò cinque anni, fino alla fine del 1924.

#### La 5/20 PS W8
Dall'inizio del 1925 cominciò la commercializzazione della quarta ed ultima serie della Puppchen, serie codificata con la sigla W8. Qui la gamma comprendeva a questo punto solo la versione a tre posti e quella a quattro posti. Meccanicamente non si ebbero graosse novità, almeno all'inizio: alla fine del 1925, infatti, venne rivisitato l'impianto frenante relativo al freno di servizio, che a quel punto non agiva più sull'albero di trasmissione, ma su tutte e quattro le ruote. Il motore rimase lo stesso, ma la potenza massima venne portata a 20 CV a 2000 giri/min. Le prestazioni rimasero però invariate.

La produzione della W8 terminò nel corso del 1926: fu l'ultima Puppchen ad essere prodotta ed il suo posto non verrà preso da nessun'altra Wanderer di fascia analoga. Con l'uscita della W8 la base della gamma verrà rappresentata dal modello W10/I, che però sarà posto anche un gradino più in alto, dato il suo motore da quasi 1.6 litri.